# Bryan Carranza
Bryan Carranza (Guayaquil, Provincia del Guayas, Ecuador, 23 de abril de 1992) es un futbolista ecuatoriano. Juega de defensa y su último equipo fue el Emelec de la Serie A de Ecuador.

## Trayectoria
Se inició como futbolista en las divisiones inferiores de Emelec en el 2004. En el 2010 fue subido al primer equipo a pedido de Jorge Sampaoli y el 3 de julio frente al Deportivo Quito en el Estadio Olímpico Atahualpa debutó en Primera División junto a Jean Pierre de la Rosa, Washington Vélez, Francisco Rendón y Luis Seminario en la última fecha de la Primera Etapa de dicho torneo, cuando una fecha antes Emelec se había asegurado el primer lugar. El 2011 pasó al Club Deportivo Quevedo.

## Clubes
| Club   | País    | Año       |
| ------ | ------- | --------- |
| Emelec | Ecuador | 2010-2014 |

## Palmarés

### Campeonatos nacionales
| Título             | Club   | País    | Año  |
| ------------------ | ------ | ------- | ---- |
| Serie A de Ecuador | Emelec | Ecuador | 2013 |